# Georg Romer
Georg Romer (* 1963) ist ein deutscher Kinder- und Jugendpsychiater.
Romer studierte von 1985 bis 1992 Humanmedizin an der Albert-Ludwigs-Universität Freiburg. 1993 promovierte er an der Universität Basel mit dem Thema Zur Prävention von psychischen und psychosomatischen Störungen am Beispiel von Ernährungsschwierigkeiten im Säuglingsalter. 2003 erfolgte die Anerkennung zum Facharzt. 2007 habilitierte Romer an der Universität Hamburg mit dem Thema: Kinder körperlich kranker Eltern: Studien zum Bedarf seelischer Gesundheitsvorsorge sowie zur Entwicklung, Implementierung und Evaluation innovativer psychosozialer Interventionen bei einer kinder- und jugendpsychiatrischen Risikogruppe.
Von 2008 bis 2010 war Romer kommissarischer ärztlicher Direktor an der Klinik für Kinder- und Jugendpsychiatrie, -psychosomatik und -psychotherapie des Universitätsklinikums Hamburg-Eppendorf, dann bis 2012 stellvertretender Klinikdirektor. Von 2012 bis 2013 war Romer Chefarzt der Abteilung für Kinder- und Jugendpsychiatrie und -psychotherapie der Asklepios Klinik Harburg, Hamburg. Seit 2013 ist Romer ärztlicher Direktor der Klinik für Kinder- und Jugendpsychiatrie, -psychosomatik und -psychotherapie des Universitätsklinikums Münster.

## Werke
- Zur Prävention von psychischen und psychosomatischen Störungen am Beispiel von Ernährungsschwierigkeiten im Säuglingsalter. Promotion, Kinder- und Jugendpsychiatrische Universitäts- und Poliklinik, Universität Basel, 1993.
- Kinder körperlich kranker Eltern: Studien zum Bedarf seelischer Gesundheitsvorsorge sowie zur Entwicklung, Implementierung und Evaluation innovativer psychosozialer Interventionen bei einer kinder- und jugendpsychiatrischen Risikogruppe. Hamburg, 2007.
- P. Briken, A. Spehr, Georg Romer, W. Berner: Sexuell grenzverletzende Jugendliche. Lengerich: Pabst Science Publishers, 2010.
- Georg Romer, C. Bergelt, B. Möller: Kinder krebskranker Eltern. Manual zur kindzentrierten Familienberatung nach dem COSIP-Konzept. Göttingen: Hogrefe. 2014. ISBN 978-3801724993.